# Atletismo nos Jogos Pan-Americanos de 1983 - 100 m masculino
A prova dos 100 m masculino nos Jogos Pan-Americanos de 1983 foi realizada em Havana, Cuba.

## Medalhistas
| Ouro                      | Prata                         | Bronze                |
| Leandro Peñalver CUB Cuba | Sam Graddy USA Estados Unidos | Osvaldo Lara CUB Cuba |

## Resultados
| Posição           | Nome              | Nacionalidade      | Tempo | Notas |
| ----------------- | ----------------- | ------------------ | ----- | ----- |
| Medalha de ouro   | Leandro Peñalver  | CUB Cuba           | 10.06 |       |
| Medalha de prata  | Sam Graddy        | USA Estados Unidos | 10.18 |       |
| Medalha de bronze | Osvaldo Lara      | CUB Cuba           | 10.21 |       |
| 4                 | Raymond Stewart   | JAM Jamaica        | 10.22 |       |
| 5                 | Ben Johnson       | CAN Canadá         | 10.25 |       |
| 6                 | Nelson dos Santos | BRA Brasil         | 10.35 |       |